# Swietłana Siemionowa (wioślarka)
Swietłana Stiepanowna Siemionowa (ros. Светлана Степановна Семёнова; ur. 11 maja 1958 w Pskowie) – radziecka wioślarka, brązowa medalistka olimpijska z Moskwy (1980), czterokrotna medalistka mistrzostw świata.
W 1980 roku wystąpiła na igrzyskach olimpijskich w Moskwie, podczas których wzięła udział w jednej konkurencji – rywalizacji czwórek ze sternikiem. Reprezentantki Związku Radzieckiego (w składzie: Marija Fadiejewa, Galina Sowietnikowa, Marina Studniewa, Swietłana Siemionowa i sterniczki Natalja Kazak – w rundzie kwalifikacyjnej i repasażach oraz Nina Czeriemisina – w finale) zdobyły w tej konkurencji brązowy medal olimpijski, uzyskując w finale czas 3:20,92 i przegrywając z osadami z Niemieckiej Republiki Demokratycznej i Bułgarii. 
W latach 1979–1983 zdobyła cztery medale mistrzostw świata w wioślarstwie w czwórkach ze sternikiem (trzy złote i jeden brązowy).
Za osiągnięcia sportowe wyróżniona została tytułem mistrza sportu ZSRR klasy międzynarodowej i Zasłużonego Mistrza Sportu.